# 對北廣播
对北广播（：／）是由美国、和日本专门针对的广播，通常使用中波和短波广播。

## 主要对北广播

### 

#### 公开广播
- KBS韩民族廣播
- 远东广播公司

#### 地下广播
- 人民之声电台（已停播）
- 希望回声电台（已停播）
- 自由北韓放送
- 北韩改革放送
- 自由之声电台（FM广播）
- 自由之声电台（短波广播）
- 国民统一广播
  - 自由朝鲜之声
  - 開放北韓放送
- 自由朝鲜放送
- 大韩民国国防部电台（已停播）
- K-News（已停播）
- 自由FM（已停播）
- 自由韩国广播（已停播）

#### 电视频道
除广播频率外，韩国还开通有一套对朝宣传电视频道，内容来自韩国各大无线台和综合编成频道，使用7频道（朝鲜标准）及PAL制式播出（已停播）。

### 日本
- 潮风电台
- 故乡的风

### 美国
- 美国之音
- 自由亚洲电台
- 环球电台
- 旷野之声
- 殉道者之声

### 英国
- BBC朝鲜语广播